# عشاق تحت العشرين (فلم)
عشاق تحت العشرين فيلم مصري درامى اجتماعي، أُنتج عام 1979 من تأليف سمير نوار، وإخراج هنري بركات.

## قصة الفيلم
تدور أحداث الفيلم عن الطالبة سوسن التي تعاني من تزمت والدها ويربط الحب بينها وبين عادل الطالب الجامعي، الذي يقرر االزواج بها رغم معارضة والدها ووالدتها، وبعد الزواج يتعرض عادل لضغوطات من قبل والد سوسن بتطليقها او سجنه بتهمة الزواج من ابنته القاصر.

## الممثلون
- يسرا
- محمود عبد العزيز
- تيسير فهمي
- يونس شلبي
- محمود المليجي
- لوسي[1]
- مريم فخر الدين
- سلوى خطاب[2]
- حسين الشربيني
- طارق النهري
- نبيل الهجرسي